# Алексєєв Ігор Сергійович
І́гор Сергі́йович Алексє́єв  (нар. 23 квітня 1986, м. Київ) — український політик та юрист. Народний депутат України 8-го скликання. Член Політради партії «Народний фронт». З травня по листопад 2014  — заступник Міністра юстиції України — керівник апарату.

## Освіта
Після отримання середньої освіти (школа № 179 м. Київ, атестат з медаллю), вступив в Київський національний університет імені Тараса Шевченка, який закінчив з відзнакою у 2009 році, за спеціальністю «Правознавство».
Має освітньо-кваліфікаційний рівень магістра права.

## Трудова діяльність
Квітень 2009 — серпень 2010 — науковий співробітник відділу планування, реєстрації, обліку та експертизи науково-дослідних робіт і дисертацій; науковий співробітник наукового відділу правових проблем митної справи Державного науково-дослідного інституту митної справи, м. Київ.
Листопад 2010 — грудень 2012 — юрист ТзОВ «Адвокатська компанія „МЛГруп“», м. Київ.
У 2012 — кандидат в народні депутати від партії ВО «Батьківщина» (№ 187 у виборчому списку).
Грудень 2012 — березень 2014 — помічник-консультант народного депутата України Павла Петренка, м. Київ.
Березень — травень 2014 — Голова Державної реєстраційної служби України, м. Київ.
З травня 2014 по листопад 2014-заступник Міністра юстиції України — керівник апарату.
На позачергових виборах до Верховної ради 2014 року обраний народним депутатом України за партійним списком (№ 60) від Народного фронту.
Кандидат у народні депутати від партії «Українська Стратегія Гройсмана» на парламентських виборах 2019 року, № 18 у списку.
У червні 2019 року виступав проти розпуску парламенту.

## Особисте життя
Одружений. Дружина — український правник, кандидат юридичних наук, доцент кафедри правосуддя Київського Національного Університету імені Тараса Шевченка, спеціаліст в галузі медіації в кримінальному процесі України. Разом із дружиною виховує сина.